# Список керівників держав 700 року
Список керівників держав 699 року — 700 рік — Список керівників держав 701 року — Список керівників держав за роками

## Європа
- Британські острови:
  - Бріхейніог та Дівед — король Кадуган ап Катен (690–710)
  - Вессекс — король Іне (688–726)
  - Галвідел — король Тутагуал ап Анарауд (695–715)
  - Гвент — король Морган II ап Атруіс (685–715)
  - Гвертриніон — король Пасцент II (бл. 690-бл. 710)
  - Гвінед — король Ідвал ап Кадваладр (682–720)
  - Дал Ріада — король Фіаннамаїл мак Конайлл (698—700), його змінив король Селбах Ферхайр (700–723)
  - Деметія — король Кадоган (670-700), його змінив король Рейн І (700-730)
  - Думнонія — король Донарт ап Кулмін (661–700), його змінив син король Герайнт ап Донарт (700–710)
  - Дунодінг — король Ейкіун (690-710)
  - Ессекс — правили два брати король Свефред (694–709) та король Сігехерд (694–709)
  - Кент — король Вітред (690–725)
  - Мерсія — король Етельред I (675–704)
  - Нортумбрія — король Елдфріт (685–704)
  - Королівство піктів — король Бруде IV (697–706)
  - Королівство Повіс — король Гуілог ап Белі (665–710)
  - Стратклайд (Альт Клуіт) — король Белі II (694–722)
  - Східна Англія — король Ельдвульф (664–713)
  - Гвікке — король Осгер (679–704)
- Венеціанська республіка — дож Паоло Лучіо Анафесто (697–717)
- Вестготське королівство — король Егіка (687–702)
- Візантійська імперія — імператор Тиберій III (698–705)
  - Неаполітанський дукат — дука Феодосій І (696–706)
  - Равеннський екзархат — екзарх Іоанн II Платін (687–702)
- Волзька Булгарія — хан Котраг (668 — бл. 710)
- Данія — король Онгенд (бл. 695–735)
- Домнонія — король Ріваллон II (692–720)
- Ірландія — верховний король Лоїнгсех мак Енгуссо (695–703)
  - Айлех — король Фланд мак Маеле Тюіл (681–700), його змінив король Фергал мак Маел Дуйн (700–722)
  - Коннахт — король Муйредах Муйлехан мак Фергуссо (697–702)
  - Ленстер — король Келлах Куаланн мак Геріді (693–715)
  - Манстер — король Етерскел (бл. 698–721)
  - Улад — король Бекк Бейрч мак Блатмейк (692–707)
- Королівство лангобардів — король Куніберт (688–700), його змінив син король Лютперт (700–702)
  - Герцогство Беневентське— герцог Гізульф I (680–706)
  - Герцогство Сполетське — герцог Тразімунд I Сполетський (665–703)
  - Герцогство Фріульське — герцог Адо (694–705)
- Перше Болгарське царство — хан Аспарух (668–700), його змінив син хан Тервел (700–721)
- Святий Престол — папа римський Сергій I (687–701)
- Сербія — жупан Владін (бл. 680 — бл. 700), його змінив син жупан Ратимір (бл. 700 — бл. 730)
- Франкське королівство:
  - король Хільдеберт III (695–711)
  - Австразія — мажордом Піпін Герістальський (680–714)
  - Аквітанія та Герцогство Васконія — герцог Едо Великий (бл. 688–735)
  - Баварія — герцог Теодон II (680–716)
  - Нейстрія та Бургундія — мажордом Грімоальд Молодший (695–714)
  - Тюрингія — герцог Хеден II (689 — бл. 741)
  - Шампань — герцог Дрого Шампанський (690–708)
- Фризія — король Радбод (680–719)
- Хозарський каганат — каган Ібузір Гляван (690–715)
- Швеція — Гаральд Боєзуб (695? — 8 століття)

## Азія
- Абазгія — князь Констянтин I (бл. 680 — бл. 710)
- Вірменське князівство — ішхан Смбат VI Багратуні (691–711)
- Диньяваді (династія Сур'я) — раджа Сур'я Сірі (694–714)
- Західно-тюркський каганат — каган Хушело-шад (693—704)
- Індія:
  - Бадамі— Західні Чалук'я — махараджахіраджа Віджаядітья Сат'яшрая (696–733)
  - Венгі— Східні Чалук'я — спільно правили махараджа Шрішрая Шіладітья (673–705) та махараджа Мангі Ювараджа (682–706)
  - Західні Ганги — магараджа Швімара I (679–726)
  - Камарупа — цар Віджая (670–725)
  - Кашмір — махараджа Пратападітія (бл. 661 — бл. 711)
  - Династія Паллавів  — махараджахіраджа Нарасімхаварман II (690—725)
  - Держава Пандья — раджа Арікесарі Мараварман (670–710)
  - Раджарата — раджа Манаванна (691–726)
  - Хагда — раджа Балабхата (690–705)
- Кавказька Албанія — князь Вараз-Трдат I (670–705)
- Картлі — ерісмтавар Гурам III (693–748)
- Кахетія — князь Стефаноз II (684–736)
- Китай:
  - Бохай — ван Да Цзожун (Гао-ван) (698–719)
  - Наньчжао — ван Мен Лошен (674–712)
  - Династія Тан — імператриця У Цзетянь (690–705)
- Корея:
  - Сілла — ван Хьосо (692–702)
- Омеядський халіфат — халіф Абд аль-Малік ібн Марван (685–705)
- Паган — король Пеіт Тонг (660–710)
- Персія:
  - Гілян (династія Дабюїдів) — іспахбад Фарукхан Великий (676–728)
  - Табаристан (династія Баванді) — іспахбад Сорхаб I (680–728)
- Королівство Сунда — король Тарусбава (669–723)
- Східно-тюркський каганат — каган Капаган-каган (693–716)
- Тао-Кларджеті — князь Варазбакур (678–705)
- Тибетська імперія — Дудсрон (676—704)
- Тюргешський каганат — каган Ушлік (699–708)
- Чампа — князь Вікрантаварман II (бл. 686 — бл. 731)
- Ченла — королева Джаядеві (681–713)
- Імперія Шривіджая — князь Дапунта Шрі Джаянаса (670–702)
- Японія — імператор Момму (697–707)

## Африка
- Аксумське царство — Бар Ікела (689—708)
- Африканський екзархат Візантійської імперії — Юліан (698—708)
- Іфрикія — намісник Хасан ібн аль-Нуман (692–703)
- Макурія — цар Меркурій (697—710)
- Праведний халіфат — Абд аль-Малік ібн Марван (685—705)

## Північна Америка
- Цивілізація Мая:
  - Баакульське царство — цар Кан Балам II (684–702)
  - Дос-Пілас — цар Іцамнаах К'авіль (692–726)
  - Канульське царство — священний владика Чохо(?)т (695–702)
  - Копан — цар Вашаклахуун-Уб'аах-К'авіїль (695–738)
  - Мутульське царство — Іцамнаах-К'авііль (698—726)
  - Тікаль — цар Хасав-Чан-Кавіль I (682–734)
  - Яшчилан — божественний цар Іцамнах-Балам III (681–742)